# Zoo d'Asahiyama
Créé en 1967, le zoo d'Asahiyama (旭川市旭山動物園), zoo municipal situé à Asahikawa sur l’île d'Hokkaïdo au Japon, plus précisément sur le mont Asahi, est considéré comme le zoo le plus au nord du pays. Il est accrédité par l’association japonaise des zoos et aquariums (ja) (aussi connue sous une appellation en anglais : Japanese Association of Zoos and Aquariums, JAZA). 
En 2007, le nombre total de visiteurs s'élève à plus de trois millions.
Le zoo compte environ quatre cents animaux et oiseaux de deux cents espèces, y compris des ours polaires, des manchots et des phoques tachetés.